# Handball-Ozeanienmeisterschaft
Die Handball-Ozeanienmeisterschaft (offiziell: Oceania Handball Nations Cup) war ein Wettbewerb im Hallenhandball, der vom Ozeanischen Handballverband (OCHF) für Männer seit 1994 in geraden und für Frauen seit 1997 in ungeraden Jahren ausgetragen wurde. Seit 2018 wird der Meister im Rahmen der Asienmeisterschaft der Männer bzw. der Frauen ermittelt.

## Geschichte
1991 nahm die australische Nationalmannschaft der Männer an den Asienmeisterschaften teil. Jedoch wurde ihr kein Qualifikationsplatz für die Olympischen Sommerspiele 1992 von der Asian Handball Federation (AHF) zur Verfügung gestellt, obwohl sie als Zweiter in ihrer Gruppe platziert war.
Dem Sieger der ersten Ozeanienmeisterschaft 1994 wurde von der Internationalen Handballföderation (IHF) ebenfalls kein Qualifikationsplatz für die Weltmeisterschaft 1995 in Aussicht gestellt, er musste ein Qualifikationsspiel gegen die schlechtplatzierteste europäische Mannschaft austragen.
Das Turnier wurde bis 2010 vom inzwischen aufgelösten Verband, der Oceania Handball Federation (OHF), ausgetragen und diente als Qualifikationsturnier der fünf Vollmitgliedern des IHF für die Handball-Weltmeisterschaft. Parallel wurde bis 2010 eine Kontinentalmeisterschaft (offiziell: Oceania Handball Champions Cup) ausgetragen, an dem auch Teams teilnahmen, die nur assoziierte Mitglieder der OHF, nicht aber Mitglieder des Weltverbandes IHF waren, und die sich somit nicht für die Weltmeisterschaft qualifizieren konnten. Seit der neue Verband Oceania Continent Handball Federation (OCHF) die Organisation übernommen hat, ist das Turnier wieder identisch mit der Kontinentalmeisterschaft.
Die ersten beiden Kontinentalmeisterschaften der Männer fanden 2004 und 2006 in Sydney statt. Beide Male gewann der Gastgeber das Turnier. Die erste Meisterschaft der Frauen fand im Mai 2007 in Auckland statt und wurde von Neukaledonien gewonnen. 
2014 wurde Australien, dem Sieger der Ozeanienmeisterschaft 2014, von der IHF der Qualifikationsplatz zur Weltmeisterschaft 2015 verweigert, da sie den OCHF aufgrund zu weniger Mitgliedsverbände nicht anerkannte. Der Qualifikationsplatz wurde an die deutsche Nationalmannschaft, die beste nicht qualifizierte Mannschaft der Weltmeisterschaft 2013, vergeben.

## Bisherige Turniere

### Männer
| Jahr         | Austragungsort         | Gold          | Silber     | Bronze     |
| ------------ | ---------------------- | ------------- | ---------- | ---------- |
| 1994 Details | Canberra, Australien   | Australien    | Neuseeland | 1          |
| 1996 Details | Poriua, Australien     | Australien    | Neuseeland | 1          |
| 2002 Details | Sydney, Australien     | Australien    | Vanuatu    | Cookinseln |
| 2004 Details | Sydney, Australien     | Australien    | Neuseeland | Cookinseln |
| 2006 Details | Sydney, Australien     | Australien    | Neuseeland | Cookinseln |
| 2008 Details | Wellington, Neuseeland | Neukaledonien | Australien | Cookinseln |
| 2010 Details | Porirua, Neuseeland    | Australien    | Neuseeland | Cookinseln |
| 2012 Details | Sydney, Australien     | Australien    | Neuseeland | 1          |
| 2014 Details | Auckland, Neuseeland   | Australien    | Neuseeland | 1          |

### Frauen
| Jahr         | Austragungsort         | Gold       | Silber        | Bronze              |
| ------------ | ---------------------- | ---------- | ------------- | ------------------- |
| 1997 Details | Melbourne, Australien  | Australien | Neuseeland    | 1                   |
| 2005 Details | Sydney, Australien     | Australien | Neuseeland    | 1                   |
| 2007 Details | Sydney, Australien     | Australien | Neuseeland HF | Handball Neuseeland |
| 2009 Details | Brisbane, Australien   | Australien | Queensland    | Neuseeland          |
| 2011 Details | Wellington, Neuseeland | Australien | Neuseeland    | 1                   |
| 2013 Details | Wellington, Neuseeland | Australien | Neuseeland    | 1                   |
| 2016 Details | Sydney, Australien     | Australien | Neuseeland    | 1                   |